# عقدية قاطعة للدر
العقدية القاطعة للدر (باللاتينية: Streptococcus agalactiae) وتعرف أيضا العقدية من المجموعة ب (بالإنجليزية: Group B streptococcus)‏ ومختصرها "GBS"، هي بكتيريا موجبة الغرام مكورة عقدية تميل لإنشاء السلاسل سلبية الكاتالاز ومحللة للدم من النوع بيتا ولاهوائية مخيرة.
بشكل عام، تتواجد هذه الجرثومة في الأمعاء البشرية وهي جزء من النبيت الجرثومي المعوي (الميكروبيوتا) بالإضافة إلى تواجدها في الجهاز البولي التناسلي لدى ما يقارب ال 30٪ من البشر البالغين الذين يُعدون من حاملي البكتيريا، لكنهم غير مصابين بالمرض (لا توجد اعراض).
تُدرج العقدية القاطعة للدر تحت تصنيف العقديات التي تنتمي للمجموعة الثانية (ب) حسب تصنيف لانسفيلد [الإنجليزية]. تكون هذه البكتيريا محاطة بغشاء مُبَلوَر من بوليمير متعدد السكاريد (سكّريات معقّدة) خاص بالبكتيريا (محفظة بكتيرية)، تُصنف المجوعة الثانية (ب) إلى 10 أنماط مصلية بالاعتماد على ردة الفعل المناعية التي تخص مبناها الخارجي.

## التشخيص المجهري
تنمو البكتيريا العقدية القاطعة للدر في المختبر داخل اطباق الآغار كمستعمرات محاطة بمساحة صغيرة من انحلال الدم من نوع بيتا.